# Tamnim Citak (jezik)
Tamnim Citak jezik (ISO 639-3: tml; ostali nazivi Asmat Darat, Tamnim), transnovogvinejski jezik s Nove Gvineje u Indoneziji, gdje ga govori još oko 290 ljudi (1993 R. Doriot) u selima Tamnim, Epem, Zinak i Wow, u regencijama Mappi i Asmat. Jezički su možda najbliži Asmatima, ali sebe vole nazivat Citakima, a ne Asmatima.
Pripada asmatskoj podskupini skupine asmat-kamoro.

## Vanjske poveznice
- Ethnologue (14th)
- Ethnologue (15th)
- The Citak, Tamnim Language